# Tito Horford
Alfredo William "Tito" Horford (La Romana, 19 de enero de 1966) es un exbaloncestista dominicano que jugó tres temporadas en la NBA, además de hacerlo en la CBA y en ligas de Europa y Latinoamérica. Con 2,16 metros de altura jugaba en la posición de pívot. Es padre de los también baloncestistas Al Horford y Jon Horford.

## Trayectoria deportiva

### Universidad
Horford jugó al béisbol durante sus años de juventud en San Pedro de Macorís hasta que, por su altura, en 1981 fue reclutado para jugar al baloncesto. Al año siguiente hizo su debut en el club Naco y luego partió a Houston, Texas, con una beca para estudiar en la Marian Christian High School y competir con los Spartans. 
Tras disputar en 1985 el prestigioso McDonald's All American Game, se unió a los Houston Cougars de la División I de la NCAA, pero una serie de irregularidades cometidas por los reclutadores de la Universidad de Houston lo motivaron a cambiar de equipo. Recibió ofertas de los Kentucky Wildcats, los UCLA Bruins y los American Eagles entre otros equipos universitarios, pero finalmente arregló su incorporación a los LSU Tigers. Empero, las nuevas sospechas sobre el proceso de reclutamiento más el hecho de que Horford venía siendo remunerado por jugar durante los veranos en Naco, obligaron a la Universidad Estatal de Luisiana a apartar al jugador dominicano de su institución para no ser sancionados.
El calvario de Horford para encontrar una universidad llegaría a su fin a principios de 1986, cuando la Universidad de Miami lo becó para estudiar allí y jugar con los Hurricanes.
Sólo permaneció dos temporadas con los floridanos, alcanzando a presentarse en 55 ocasiones en las que promedió 14,2 puntos y 9,3 rebotes por partido.

### Profesional
Fue elegido en la trigésima novena posición del Draft de la NBA de 1988 por Milwaukee Bucks, donde pasó dos temporadas como uno de los últimos hombres del banquillo, promediando en su segunda temporada 1,5 puntos y 1,7 rebotes por partido.
Al año siguiente, luego de jugar en su país con Los Prados, se marchó a Europa, jugando primero con el AS Monaco de la liga francesa y posteriormente con el Majestic Firenze italiano, con el que únicamente disputó dos partidos, en los que promedió 6 puntos y 8 rebotes. Regresó a la NBA en 1993 para fichar como agente libre por diez días con Washington Bullets, donde disputó 3 partidos en los que no consiguió anotar ni un solo punto, acabando la temporada en los Sioux Falls Skyforce de la CBA.
El resto de su carrera transcurrió en la liga de su país, salvo un breve retorno a la liga italiana para jugar 13 partidos con el Fontanafredda Siena, en los que apenas promedió 2,6 puntos y 2,3 rebotes.

## Selección nacional
Horfod disputó el Campeonato Mundial de Baloncesto Sub-19 de 1983.
Con la selección mayor participó de cinco torneos: los XV Juegos Centroamericanos y del Caribe de 1986, los Centrobasket de 1993 y 2001, y los Campeonatos FIBA Américas de 1993 y 1995.  

## Estadísticas de su carrera en la NBA

### Temporada regular
| Año     | Equipo     | PJ | PT | MPP | %TC  | %3P  | %TL  | RPP | APP | ROB | TPP | PPP |
| ------- | ---------- | -- | -- | --- | ---- | ---- | ---- | --- | --- | --- | --- | --- |
| 1988–89 | Milwaukee  | 25 | 0  | 4.5 | .326 | .000 | .632 | 0.9 | 0.1 | 0.0 | 0.3 | 1.7 |
| 1989–90 | Milwaukee  | 35 | 0  | 6.7 | .290 | .000 | .625 | 1.7 | 0.1 | 0.1 | 0.5 | 1.5 |
| 1993–94 | Washington | 3  | 0  | 9.3 | .000 | .000 | .000 | 1.0 | 0.0 | 0.3 | 1.0 | 0.0 |
| Total   | Total      | 63 | 0  | 6.0 | .300 | .000 | .628 | 1.3 | 0.1 | 0.1 | 0.4 | 1.5 |

### Playoffs
| Año     | Equipo    | PJ | PT | MPP | %TC   | %3P  | %TL  | RPP | APP | ROB | TPP | PPP |
| ------- | --------- | -- | -- | --- | ----- | ---- | ---- | --- | --- | --- | --- | --- |
| 1989–90 | Milwaukee | 2  | 0  | 1.0 | 1.000 | .000 | .000 | 0.0 | 0.0 | 0.0 | 0.0 | 1.0 |
| Total   | Total     | 2  | 0  | 1.0 | 1.000 | .000 | .000 | 0.0 | 0.0 | 0.0 | 0.0 | 1.0 |

## Vida privada
Su padre fue un inmigrante bahameño a la República Dominicana.
Tiene un hermano, Kelly Horford, que también jugó profesionalmente al baloncesto antes de convertirse en entrenador.
Es padre de varios hijos, entre los que se destacan Al Horford y Jon Horford, que juegan al baloncesto profesionalmente, y Josh Hoford, que jugó a nivel juvenil y universitario. También engendró una hija mientras jugaba en Brasil, la baloncestista profesional Maira de Andrade Horford, a la que conoció en mayo de 2021.